# USS Baltimore (C-3)
USS Baltimore (C-3) byla chráněný křižník námořnictva Spojených států amerických. Ve službě byl s přestávkami v letech 1890–1922. Od roku 1914 byl po přestavbě využíván jako minonoska.

## Stavba

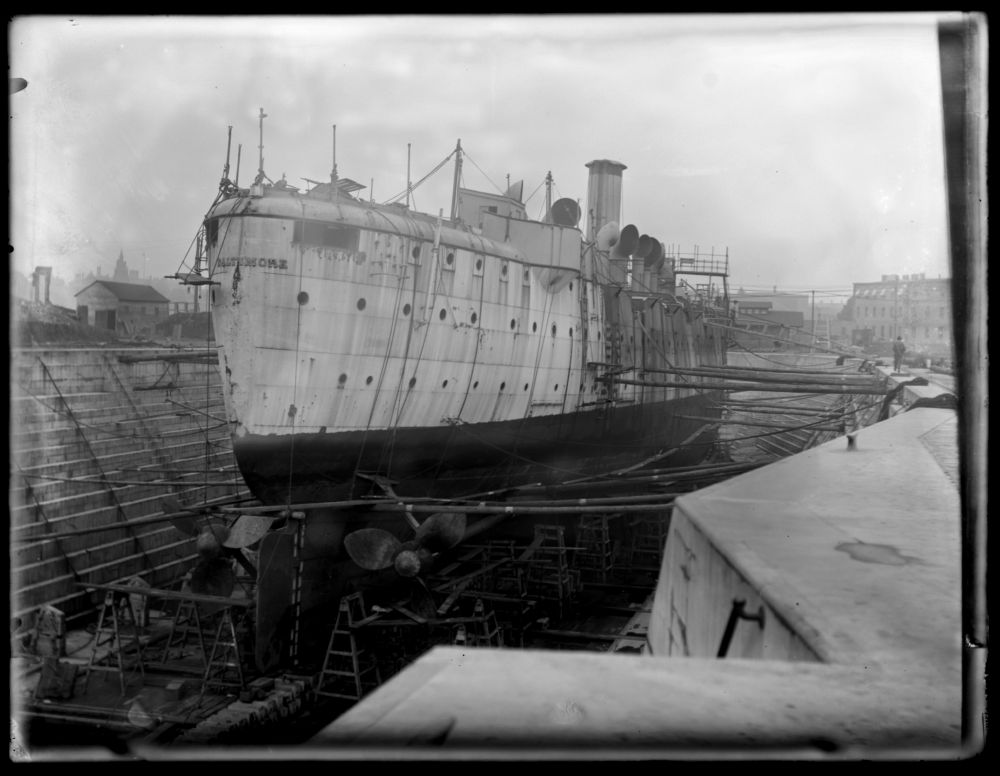
USS Baltimore

Stavba byla objednána roku 1886. Křižník postavila americká loděnice William Cramp and Sons ve Filadelfii. Kýl byl založen 5. května 1887, na vodu byla loď spuštěna 6. října 1888 a do služby byla přijata 7. ledna 1890.

## Konstrukce
Výzbroj tvořily čtyři 203mm kanónů, šest 152mm kanónů, čtyři 57mm kanóny, dva 47mm kanóny a dva 37mm kanóny. Pohonný systém tvořily čtyři kotle a parní stroje o výkonu 10 750 hp, pohánějící dva lodní šrouby. Nejvyšší rychlost dosahovala 19 uzlů. Dosah byl 5000 námořních mil při rychlosti 10 uzlů.

### Modernizace
V letech 1900–1903 byly původní 203mm a 152mm kanóny nahrazeny dvanácti novými 152mm kanóny. Původní kotle zároveň nahradilo osm kotlů Babcock & Wilcox.
V letech 1912–1914 byl křižník v loděnici Charleston Navy Yard přestavěn na minonosku. Novou výzbroj tvořilo osm 127mm kanónů a až 180 námořních min.

## Služba

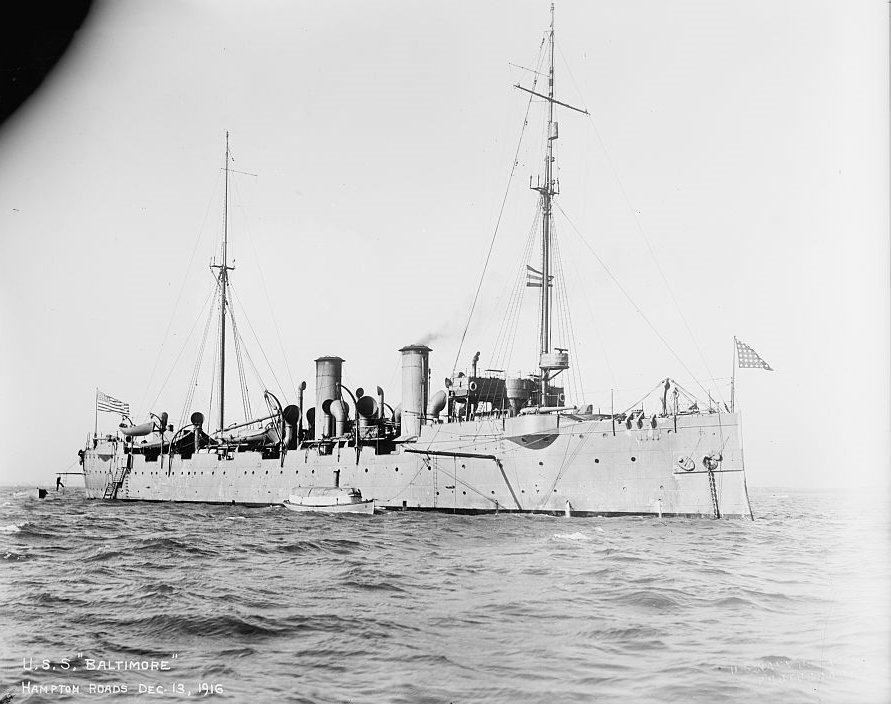
USS Baltimore

Za španělsko-americké války roku 1898 byl křižník součástí Asijské eskadry komodora Deweyho. Dne 1. května 1898 se účastnil bitvy v Manilské zátoce.
Po přestavbě na minonosku se křižník do služby vrátil 8. března 1915. Za první světové války byla minonoska Baltimore nasazena do minových operací v Severním moři. Roku 1920 byla převedena k Pacifickému loďstvu a roku 1920 dostala nové označení CM-1. Vyřazena byla v Pearl Harboru roku 1922. Vyškrtnuta byla roku 1937 a do šrotu byla prodána roku 1942.